# Sonic Solutions

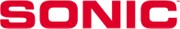
Ehemaliges Logo von Sonic

Sonic Solutions war bis zu seinem Kauf durch die Rovi Corporation im Jahre 2010 ein US-amerikanisches Softwareunternehmen mit Hauptsitz in Novato, Kalifornien. Zusätzlich zu Büros in den Vereinigten Staaten unterhielt das Unternehmen auch Büros in Europa und Asien.

## Geschichte
Sonic Solutions wurde von ehemaligen Mitarbeitern von Lucasfilm gegründet, welche das Audiobearbeitungssystem SoundDroid als Teil des Droidworks-Projektes entwickelten (eine weitere bekannte Ausgliederung aus dem Projekt ist Pixar).
Sonic entwickelte und vermarktete The Sonic System, eine professionelle, nicht-lineare Digital Audio Workstation für die Bearbeitung von Musik, Restauration und CD-Vorbereitung.
Sonic erhielt 1996 für die technischen Errungenschaften einen Emmy Award. Noch im selben Jahr arbeitete die Firma mit verschiedenen Hollywood-Studios und Herstellern von Unterhaltungselektronik zusammen, um das erste kommerzielle DVD-Produktionssystem vorzustellen. Sonic erweiterte sein Geschäftsmodell um Firmensoftware-Sparten mit für den professionellen Einsatz gedachten DVD-Authoring-Systemen (Sonic Scenarist und Sonic DVD Producer) sowie um Retail- und OEM-DVD Softwareanwendungen für den Privateinsatz (DVDit, MyDVD und RecordNow).
2002 gliederte Sonic die gesamte Audio-Sparte in die Firma Sonic Studio, LLC, aus, um sich allein auf den DVD-Markt, Firmensoftware und die Lizenzierung von IP- und Quellcode zu konzentrieren. Bekannte Kunden des Unternehmens sind unter anderem Microsoft, Apple, Google, Adobe und Avid. Die Middleware und eingebetteten Chips wurden unter anderem von Texas Instruments, Broadcom, Scientific Atlanta/Cisco, Marvel und Intel weiterverwendet.
Sonic expandierte 2000 in den Bereich für Endandwender-Software (Bild-, Audio- und Videobearbeitung), wobei ungefähr 50 Millionen Kopien pro Jahr über das Internet und über 15.000 Einzelhandelsgeschäfte verkauft wurden, darunter Apple Store, Walmart, Costco, Best Buy, Target, Dixon's und MediaMarkt. In seinem Sektor beherrschte Sonic einen Marktanteil von 64 %.
Seit seinem Börsengang hat IPO über 1.5 Milliarden Dollar an Umsatz erarbeitet und zählt somit laut Forbes, Fortune und Business Week aus verschiedenen Gründen zu den am schnellsten wachsenden Firmen der Digital Media-Sparte.
2005 fing Sonic an, sein Endanwender-Software-Geschäft auf das SAAS-Modell umzustellen.
Bis 2010 war Sonic einer der größten Anbieter von Bezahl-Filmen über das Internet und CE-Geräte, in Partnerschaft mit größeren Filmstudios. Sonic hielt die Rechte an den Filmen und stellte den Cloud-Zugriff als Weißprodukt-Anbieter.

## Übernahmen
Zu den Übernahmen des Sonics-Konzerns zählen unter anderem die Desktop und Mobile Devision (DMD) der VERITAS Software Corporation im Jahre 2002, Roxio im Jahre 2003 (Endanwender-Software für Windows und Mac OS), Simple Star (Erstellung von Internet-Slideshows) und CinemaNow im Jahre 2008 (Lieferung von digitalen Filmen).
Im Oktober 2010 übernahm das Unternehmen DivX Inc. für ein Börsengeschäft von $326 Millionen US-Dollar, um in den Online-Video-Markt zu expandieren.

## Verkauf
Am 23. Dezember erklärte die Rovi Corporation die Absicht, das Unternehmen für 720 Millionen US-Dollar aufzukaufen. Die Übernahme war ein Wertpapier-Geschäft für knapp 1 Milliarde US-Dollar. Laut einem Artikel im Business Insider von Februar 2011 brachte Sonic die höchste Rendite eines öffentlich gehandelten Unternehmens am NYSE oder NASDAQ-Markt ein. Die Übernahme wurde im März 2011 abgeschlossen.

## Produkte

### Endandwender
- Creator
- Toast
- CinePlayer
- Easy VHS to DVD
- MyDVD
- CinemaNow
- PhotoShow
- DivX Plus Software

### Professionelle Anwender
- Scenarist
- CineVision
- BD PowerStation
- MainConcept Reference